# Viola Valli
Viola Valli, née le 15 mai 1972 à Varèse, est une nageuse Italienne spécialiste des épreuves de nage en eau libre.

## Carrière
Valliest est montée sur le podium dans toutes les catégories dans le début des années 2000.
- 2000 Honolulu :  5 km,  25 km,  5 km par équipe,  25 km par équipe
- 2001 Fukuoka :  5km,  25km,
- 2002 Charm el-Cheikh :  5 km,  10 km,  5 km par équipe,  10 km par équipe
- 2003 Barcelone :  5 km,  10 km